# Jack Handey
Jack Handey (25 de febrero de 1949) es un Humorista norteamericano nacido en San Antonio, Texas. Es muy conocido por su obra Deep Thoughts by Jack Handey una serie de bromas surrealistas breves como también por sus obras “Fuzzy Memories" y "My Big Thick Novel”. Aunque mucha gente crea lo contrario, Handey es una persona real, no un seudónimo o personaje.

## Sus inicios
Handey nació en San Antonio, Texas, en 1949. Su familia se mudó a El Paso, Texas, donde Handey asistió al secundario “Eastwood High School “(donde fue editor de Sabre, el periódico escolar) y la Universidad de Texas de El Paso.
En sus primeros trabajos, Handey escribió para el periódico San Antonio Express-News. Perdió el trabajo, luego de escribir, según sus palabras"un artículo que ofendió a un vendedor de autos local” Su incursión en las escrituras humorísticas fue con el comedianteSteve Martin. Según Martin, Handey comenzó a escribir para Saturday Night Live luego de que Martin presente a Handey al creador del programa, Lorne Michaels. Por varios años Handey trabajó en otros proyectos de televisión: La serie canadiense  Bizarre en 1980; el especial de TV Steve Martin 1980: Comedy Is Not Pretty; y sketch breves de Lorne Michaels en NBC llamado The New Show en 1984. Handey regresó a Saturday Night Live en 1985 como escritor y coproductor.

## Sus"pensamientos profundos"
En abril de 1984, la National Lampoon publicó el primer pensamiento profundo de Jack Handey. Otros pensamientos profundos también aparecieron en las ediciones de Octubre y noviembre de 1984 así como en la revista cómica de corta vida  Army Man, mientras se editó en 1988 en The New Mexican. Las frases cortas se convirtieron en la característica personal de Handey destacados por su humor conciso y sus situaciones hipotéticas extravagantes.
Por ejemplo:
```
- Si alguna vez dejas caer tus llaves en un río de lava fundida, déjalas, porque, hombre, se han ido "
```

```
- ¡Si los árboles pudieran gritar, seríamos tan arrogantes sobre talarlos? Podríamos, si gritaran todo el tiempo, y sin razón.
```

```
-Para mí es una buena idea llevar siempre dos bolsas de algo cuando camina por ahí. De esa manera, si alguien dice, "Hey, ¿me puedes dar una mano?" Usted puede decir: "Lo siento, tengo estas bolsas."
```

El siguiente trabajo de Handey fue en la producción televisiva de Michael Nesmith Television Parts, en el formato que luego sería famoso en Saturday Night Live (aunque en Television Parts, Nesmith proporcionó la narración). Alguno de estos fragmentos aparecieron en la compilación del programa, Doctor Duck's Super Secret All-Purpose Sauce.
Entre 1991 y 1998, Saturday Night Live incluyó Deep Thoughts en el show como un segmento intermedio entre sketchs. Introducido por Phil Hartman y leídos en vivo por Handey (que no aparecía en pantalla), sus líneas alcanzaron la popularidad. Hartman introducía el segmento con sus palabras: "y ahora, Pensamientos profundos, por Jack Handey...", y con el fondo de una música tranquila e imágenes de escenas pastoriles, al estilo de un video new age de relajación, Handey pronunciaba sus pensamientos mientras el texto se desplazaba en pantalla. Estos se convirtieron en un clásico de SNL, habiendo incluso más de un pensamiento por programa. A su vez, hicieron de Handey un nombre muy conocido.

## Otros trabajos en Saturday Night Live
Los otros trabajos realizados por Handey en SNL incluyen a Unfrozen Caveman Lawyer,, y las “Fuzzy Memories" que representaban la recreación de recuerdos reotrcidos de la infancia y salieron al aire a finales de los 90s,y la efímera "My Big Thick Novel", que consistía en extractos de un libro largo al estilo de "Deep Thoughts" y estuvieron al aire en el breve período de 2001 al 2003 por Saturday Night Live.
Se le atribuye también a Handey la creación de'Toonces', el gato que podía conducir un auto, aunque mal.
Este sketch bastante ocurrente se trasmitió originalmente en 1989 con Steve Martin y Victoria Jackson en el rol de dueños del gato propicio a los accidentes. En 1992 la NBC trasmitió al aire un especial de Toonces con una duración de media hora. Handey, quien era dueño en la vida real de un gato con el mismo nombre, afirmó en una entrevista que no podría recordar a ciencia cierta cómo había surgido la idea. Él dijo “Es una de esas cuestiones de asociación libre de ideas que luego observas y piensas, Tal vez.

## Actividades recientes
Jack Handey, al 2014, vive con su esposa, Marta Chávez Handey en Santa Fe, Nuevo México.
Anteriormente la pareja vivió en Chelsea, un barrio de Manhattan en la ciudad de New York.
Varias de sus piezas breves de humor aparecieron en la sección Shouts & Murmurs del periódico The New Yorker's ":
-	What I'd Say to the Martians,” en la edición del 8 y 15 de agosto de 2005.
-	"This Is No Game," el 9 de enero de 2006.
-	"Ideas for Paintings," en la edición del 20 de marzo de 2006
-	My First Day In Hell", el 30 de octubre de 2006.
-	 "My Nature Documentary", en la edición del 2 de julio de 2007
-	 "How Things Even Out", el 3 de marzo de 2008
-	“How I Want To Be Remembered," el 31 de marzo de 2008.
-	"The Symbols on My Flag (And What They Mean” en la edición del 19 de mayo de 2008
-	“The Plan” el 24 de noviembre de 2008.
Por otro lado Handey ha escrito y protagonizado segmentos para el programa de radio Studio 360.
A principios de abril de 2008, Handey publicó su primera colección de piezas de revistas de humor “What I'd Say to the Martians and Other Veiled Threats”. Un ejemplo de sus Pensamientos profundos contenido en ellas es el siguiente:
“ Me gustaría morir en paz, en mi sueño al igual que mi abuelo…. No gritando de terror como los pasajeros de su autobús. “(atribuido a otras personas como el comediante británico Bob Monkhouse).
El crítico Jake Coyle, de Associated Press, una agencia de noticias de Estados Unidos, escribió sobre Handey:
Con reflexiones absurdas como estas, Handey se ha establecido como las más extraña de las aves: un famoso comediante cuya plataforma no es el escenario ni la pantalla, pero sí la página."
Luego de cuatro años de inactividad, Handey regresa con su pieza “Alexander the Great" publicada el 12 de marzo de 2012 en New Yorker.
Fue seguida por “Guards Complaints About Spartacus" que apareció publicada el 23 de julio de 2013, "Luau" el 21 de octubre del mismo año y “Tales of Old Santa Fe" el 7 de julio de 2014.
El 16 de julio de 2013 fue lanzada la primera novela de Handey, The Stench of Honolulu.

## Obras publicadas
La obra de Jack Handey se encuentra en su totalidad en el idioma inglés.
No hay libros ni artículos traducidos al español y solamente pueden encontrarse algunas versiones traducidas a éste idioma de sus pensamientos profundos en la web. Por ejemplo en  https://rhinospike.com/audio_requests/augenzum/14204/
Libros
•	Deep Thoughts (1992). Berkley Publishing Group, ISBN 0-425-13365-6
•	Deeper Thoughts: All New, All Crispy (1993). Hyperion, ISBN 1-56282-840-1
•	Deepest Thoughts: So Deep they Squeak (1994). Hyperion, ISBN 0-7868-8044-9
•	Fuzzy Memories (1996). Andrews McMeel Publishing, ISBN 0-8362-1040-9 – una colección de "stories from Handey's childhood"
•	Fuzzy Memories: CD-Rom (2003). Disc Us Books Inc, ISBN 1-58444-078-3
•	The Lost Deep Thoughts: Don't Fight the Deepness (1998), Hyperion, ISBN 0-7868-8305-7
•	What I'd Say to the Martians and Other Veiled Threats (2008), Hyperion, ISBN 978-1-4013-2266-3
•	The Stench of Honolulu: A Tropical Adventure (2013), Grand Central, ISBN 978-1-4555-2238-5
Artículos:
•	Handey, Jack (24 de noviembre de 2008). ""The Plan"" [19]. The New Yorker 84 (38): 62. Retrieved 16 April 2009.
Guiones de televisión:
•	Steve Martin: Comedy Is Not Pretty! (1980)
•	Prime Times (1983)
•	The New Show (1984)
•	Television Parts Home Companion (1985) - sequel to Elephant Parts by Michael Nesmith)
•	Doctor Duck's Super Secret All-Purpose Sauce (1986) - another sequel to Elephant Parts by Michael Nesmith •	Saturday Night Live (1985–1998 and 2001–2002)